# Fifi virágoskertje
A Fifi virágoskertje (eredeti cím: Fifi and the Flowertots) brit televíziós stop-motion animációs sorozat, amelyet a Nickelodeon kezdett vetíteni 2005. május 2-án. Magyarországon a Minimax és a TV2 vetítette.

## Történet
Fifi egy energikus kicsi nefelejcs, hihetetlen életkedvvel és különleges érzékkel a kalandra. Mindig jókedvű, szüntelen a mosolya, mint a napsugár, amellyel mindenkit felvidít maga körül. Fifi és barátai együtt játszanak, dolgoznak és segítik egymást a virágoskertben, mindeközben el kell hárítaniuk Szuri és Csigu ármánykodásait. Mivel Fifiék kicsik, ezért körülöttük minden óriási. Egyetlen eperszem elég nekik egy tucat lekvár befőzéséhez. Fifi mindig elfelejt valamit, ami miatt bajba kerül, de ezt kis segítséggel mindig megoldja. Eközben pedig megmutatja az élet egészségesebb oldalát és a körülöttünk lévő világot.

## Szereplők
- Nefelejcs Fifi – Egy kisvirág, van amit elfelejt, ilyenkor azt mondja: Huncut virágszirmok!. Majd, mikor már kiderült, miről is volt szó, ezen szavak kíséretében "dorgálják meg" a kisvirágot: Nefelejcs Fifi elfelejtette!. Egy locsolókannában él.
- Zümi – Egy méh, Fifi barátja.
- Kankalin – Egy viráglány, sokat törődik a szépségével. Violával egy görögdinnyében élnek.
- Viola – Kankalin barátnője, szeret művészkedni, főleg festeni. Kankalinnal él egy dinnyében.
- Szuri – Egy gonosz és falánk darázs. Mindig megpróbálja ellopni Fifiék süteményeit, de tervei mindig kudarcba fulladnak. Csiguval egy almában laknak.
- Csigu – Egy kissé buta csiga. Ő nem annyira falánk, mint Szuri, de nem veti meg az édességeket. Kicsit selypít, és szerelmes Kankalinba. A Szuri háza alatti barlangban él.
- Poppy – Egy boltja van, ami egy tökben található.
- Pip – Egy egres, eléggé mozgékony, és szereti a kalandot, kicsit ügyetlen.
- Pókica – Egy pók, a Hálóházban él.
- Tulipán néni
- Murmi – Tulipán néni kiskedvence.

## Magyar változat
A magyar változatot a SUBWAY  Stúdió készítette a Minimax megbízásából. A későbbi évfolyamot a Materfilm Digital készítette a TV2 megbízásából.
Magyar szöveg:
- Bogdán László

 Magyar hangok:
- Haffner Anikó – Fifi
- Seder Gábor – Zümi
- Szokol Péter – Szuri
- Szinovál Gyula – Csigu
- F. Nagy Erika – Kankalin
- Dögei Éva – Viola
- Oláh Orsolya – Poppy
- Roatis Andrea – Pókica
- Illyés Mari – Tulipán néni
- Kossuth Gábor – Pip
- Szinkronrendező: Gömöri V. István